# Brezova (Sveti Križ Začretje)
Pour les articles homonymes, voir Brezova.
Brezova est un village de la municipalité de Sveti Križ Začretje (comitat de Krapina-Zagorje) en Croatie. Au recensement de 2011, le village comptait 287 habitants.